# Шмид, Рудольф
Рудольф Шмид (нем. Rudolf Schmid; 21 марта 1951, Лицен, Австрия — 21 октября 2014, Оберварт) — австрийский саночник, выступавший за сборную Австрии в середине 1970-х годов. Принимал участие в двух зимних Олимпийских играх, наиболее успешными для него оказались игры 1976 года в Инсбруке, где спортсмен выиграл бронзовую медаль в программе мужских парных заездов. На играх 1972 года в Саппоро смог подняться лишь до девятой позиции.
Дважды становился призёром чемпионатов мира, в его послужном списке две награды бронзового достоинства (1974, 1975) — обе получил за состязания между мужскими двойками. Дважды спортсмен удостаивался подиума чемпионатов Европы, принеся в копилку национальной команды Австрии серебро (1970) и бронзу (1974) — тоже в программе мужских одиночных заездов. Наибольших успехов добился выступая в паре с Францем Шахнером.
21 октября 2014 года ехал на велосипеде в городе Оберварт и попал в аварию, в результате чего скончался.